# Crest of a Knave
Crest of a Knave is een album van de Britse progressieve-rockband Jethro Tull, uitgebracht in 1987.

## Geschiedenis
Begin jaren tachtig was Jethro Tull de weg van de elektronische rockmuziek ingeslagen, iets wat door de fans niet bijzonder gewaardeerd werd; vooral de albums A en Under Wraps waren niet geliefd.
Na een onderbreking van twee jaar was Crest of a Knave het vervolg op het commercieel gezien minst succesvolle album van Jethro Tull, Under Wraps. Deze carrièreonderbreking had de groep ingelast om te bedenken hoe het verder moest met de eens zo succesvolle band. Er werd zelfs overwogen de dwarsfluit permanent aan de wilgen te hangen. Maar ook de stemproblemen van Ian Anderson, opgelopen door de vele jaren van vrijwel non-stop optreden, waren een reden om het tijdelijk rustiger aan te doen. De band besloot uiteindelijk door te gaan, maar wel een andere weg in te slaan. De elektronica werd grotendeels verlaten om dit meer 'heavy' album te maken. Anderson schreef ditmaal alle nummers helemaal alleen. De inbreng van voornamelijk Peter-John Vettese op de laatste albums was namelijk niet goed bevallen. Hij verliet de band dan ook, overigens zonder ruzie. Naast Anderson bestond Jethro Tull nu uit Martin Barre en David Pegg. De overige bandleden waren vooralsnog gastmuzikant.

## Nummers
1. Steel Monkey
2. Farm On The Freeway
3. Jump Start
4. Said She Was A Dancer
5. Dogs In The Midwinter
6. Budapest
7. Mountain Men
8. The Waking Edge
9. Raising Steam
10. Part Of The Machine¹

¹Bonusnummer op de digitaal geremasterde versie.

## Bezetting
- Ian Anderson (dwarsfluit, gitaren, keyboards, percussie, zang)
- Martin Barre (elektrische gitaar)
- David Pegg (elektrische basgitaar, akoestische basgitaar)

Gastmuzikanten:
- Doane Perry (drums)
- Gerry Conway (drums)
- Ric Sanders (viool)